# Foroneo
En la mitología griega, Foroneo (en griego antiguo: Φορωνεύς, latín: Phorōneus) era un rey del Peloponeso y héroe cultual de la Argólide. Fue el primer habitante de Argos y el primero en utilizar el fuego. Foroneo siempre es descrito como hijo del dios fluvial Ínaco y de una de las oceánides, llamada Melia o Argía. Su tumba era enseñada en Argos, en donde se le ofrecían sacrificios como héroe.
Reunió y civilizó a los habitantes del país, hasta entonces salvajes y errantes, les enseñó cómo hacer fuego (fue el primer hombre que lo descubrió después de haberlo robado Prometeo), les introdujo en el culto a Hera y construyó para ellos la ciudad de Foronea, que su nieto bautizaría con el nombre de Argos. Fue el primer hombre que construyó una ciudad, y Zeus le dio permiso para reinar sobre otros humanos por haber sido tan piadoso con los dioses, en particular con Hera, a la que construyó un templo. Fue durante el reinado de Foroneo cuando Hermes enseñó a los hombres las distintas lenguas, pues hasta entonces habían hablado un idioma común. Pero por esto Eris, la Discordia, se asentó entre los mortales, dividiéndolos en distintas naciones.
Plinio le daba el título de «rey más antiguo de Grecia», mientras que el poema épico de la Forónida se le llama «padre de los mortales» y «el primero de los humanos». Por él los habitantes de Argos en general, y en especial sus descendientes Anfiarao y Adrasto, recibieron el patronímico de Foronidas.

## Consortes y descendencia
En los textos de índole genealógica se dice que la esposa de Foroneo fue la ninfa Telédice, quien le dio a Apis, que murió sin hijos, y también a Níobe. Esta, unida a Zeus, fue la madre del epónimo Argos, de quien desciende la rama principal de héroes argivos.Higino dice que la esposa de Foroneo y madre de sus dos hijos fue Cinna, nombre que se ha conservado corrupto.
No obstante los diferentes autores no se ponen de acuerdo con el nombre de la consorte de Foroneo (se barajan hasta siete nombres) ni mucho menos en la nómina de sus hijos (hasta diez hijos y cuatro hijas, tomando la totalidad de las diferentes versiones). 
Pausanias, por su parte, dice que se desposó con una tal Cerdo, pero no indica explícitamente los hijos que tuvo con ésta. No obstante el mismo autor cita varios hijos de Foroneo, a saber: Espartón, Níobe, Europe (nombre masculino), Clímeno y Ctonia e incluso Car.
Un escoliasta sobre Eurípides dice que primero se desposó con Peito y luego con Europa (ambas oceánides); con la primera tuvo a Egialeo y Apis, pero con la segunda a Níobe.
Helánico por su parte afirma que tuvo tres hijos, Pelasgo, Yaso y Agénor, que se distribuyeron el reino cuando Foroneo murió.
Otros autores llaman a su esposa Laódice, a quien refieren como una ninfa, o bien a Perimede.Otros dos hijos, sin especificar la consorte, fueron Lirco y una hija mencionada por Clemente, Ftía, que se convirtió en madre de Aqueo por Zeus.
Finalmente se menciona a una hija innominada de Foroneo, que unida con Doro (o bien Hecatero) fue madre de cinco hijas, cuyos nombres no han sobrevivido; no obstante estas hijas fueron las madres colectivas de las razas de las ninfas (oréades), los curetes (nativos de Pleurón) y los sátiros.